# Egone
Egone é um gênero de traça pertencente à família Arctiidae.